# Tony Evers
Anthony Steven Evers (/ˈiːvərz/; Plymouth, Wisconsin, Estados Unidos, 5 de noviembre de 1951) es un profesor y político estadounidense que se desempeña como el 46° gobernador de Wisconsin desde 2019. Miembro del Partido Demócrata, Evers se desempeñó anteriormente como Superintendente de Instrucción Pública de Wisconsin de 2009 a 2019.

## Biografía
Nació el 5 de noviembre de 1951 en la ciudad estadounidense de Plymouth, situada en el Estado de Wisconsin.
Se graduó en secundaria en la "Plymouth High School". Posteriormente pasó a estudiar Magisterio en la Universidad de Wisconsin-Madison, donde en 1974 obtuvo el título de licenciatura, en 1978 una maestría y en 1986 un doctorado.
Tras finalizar todos sus estudios universitarios comenzó a trabajar como profesor. Tras su trabajo durante años en diferentes centros educativos, empezó a ocupar cargos como administrador de escuelas, director y más tarde, superintendente del distrito.
Primeramente se postuló para Superintendente de Instrucción Pública en 1993 y nuevamente en 2001, perdiendo en ambas elecciones. En su lugar, fue nombrado Superintendente adjunto, puesto que ocupó entre 2001 y 2009. En ese último año se postuló nuevamente para Superintendente de Instrucción Pública, esta vez ganando. Fue reelegido en el cargo dos veces, una en 2013 y otra en 2017.
En 2017 se inició en el mundo de la política como militante del Partido Demócrata de los Estados Unidos, anunciando públicamente el día 23 de agosto su candidatura  a la carrera para Gobernador de Wisconsin.
Para ello, en agosto de 2018 ganó las primarias demócratas y finalmente también acabó ganando las Elecciones Estatales, lo que le convirtió nuevo Gobernador del Estados de Wisconsin.
Como 46.º gobernador tomó posesión el día 7 de enero de 2019, sucediendo a su contrincante republicano Scott Walker, quien hasta entonces ocupaba ese cargo.